# Pascal Conigliaro
Pascal Sébastien Conigliaro (* 1977) ist ein deutsch-französischer Politiker (SPD) und seit 2022 Abgeordneter des saarländischen Landtages.

## Leben
Conigliaro ist verheiratet, hat zwei Töchter und lebt in Homburg. Seit Geburt besitzt er die deutsche und die französische Staatsbürgerschaft. Vor seiner Tätigkeit als Abgeordneter arbeitete der gelernte Bankkaufmann und Diplom-Betriebswirt (FH) als Kreditanalyst bei der SaarLB in Saarbrücken.

## Politik
Conigliaro ist seit 2015 Vorsitzender des SPD-Ortsvereins des Homburger Ortsteils Einöd und sitzt für die SPD im Stadtrat von Homburg.
Seit 2022 ist Conigliaro auch Vorsitzender des SPD-Stadtverbands Homburg. Er ist zudem der Vertreter der Stadt Homburg in der Zweckverbandsversammlung des Biosphärenreservats Bliesgau und Vorstandsmitglied im Landesverband der Naturfreunde Saarland e.V.
Bei der Landtagswahl im Saarland am 27. März 2022 zog Conigliaro über die Wahlkreisliste des Wahlkreises Neunkirchen für die SPD in den Landtag des Saarlandes ein. Er ist Vorsitzender des Ausschusses für Europa, Fragen des Interregionalen Parlamentarierrates (IPR) und Sprecher der SPD-Fraktion für Haushalts- und Finanzpolitik, sowie Mitglied im Ausschuss für Wissenschaften.
2023 wurde Conigliaro von der SPD einstimmig zu ihrem Kandidaten für die Oberbürgermeisterwahl im Frühsommer 2024 in Homburg gewählt. Er unterlag mit 36,03 % der abgegebenen Stimmen in der Stichwahl klar Michael Forster (CDU), auf den 63,97 % entfielen.